# 내 안의 발라드
《내 안의 발라드》는 Mnet에서 방송되는 텔레비전 프로그램이다.

## 방송 개요
노래 실력은 조금 부족해도 음악에 대한 열정이 있는 자칭 '방구석 발라드 덕후'들의 성장 스토리를 담은 프로그램.

## 방송 시간
| 방송 채널 | 방송 기간                         | 방송 시간            | 비고 |
| --------- | --------------------------------- | -------------------- | ---- |
| Mnet      | 2020년 2월 21일 ~ 2020년 4월 24일 | 금요일 오후 9시 00분 |      |

## 출연자

### 진행
- 한혜진

### 마스터
- 신승훈

### 참가자
- 김동현
- 문세윤
- 유재환
- 윤현민
- 장성규
- 주우재